# Константинов, Борис Павлович
Бори́с Па́влович Константи́нов (23 июня (6 июля) 1910, Санкт-Петербург — 9 июля 1969, Ленинград) — советский учёный-физик, академик (с 1960; член-корреспондент с 1953), вице-президент Академии наук СССР (c 8 февраля 1966 по 9 июля 1969). Герой Социалистического Труда (1954), кавалер двух орденов Ленина (1953, 1967) и ордена Трудового Красного Знамени (1954), лауреат Сталинской (1953) и Ленинской (1958) премий.

## Биография

Могила Константинова на Богословском кладбище Санкт-Петербурга.

Родители учёного происходили из крестьян Костромской губернии. Отец, Павел Федосеевич Константинов (род. 1874), лет 14—15 отправился в Петербург на отхожий промысел. Поработав разносчиком в чайной торговле и подсобником в немецкой хлебопекарне, в 16 лет стал маляром. Работал десятником, впоследствии прорабом у подрядчика Корнилова. В 1900 вошёл в дело Корнилова как компаньон, затем стал самостоятельным подрядчиком строительных работ. Выполнял довольно значительные частные и государственные подряды и стал владельцем крупной недвижимости. Мать, Агриппина Петровна Константинова (род. 1876), урождённая Смирнова, в 19 лет вышла замуж и всю жизнь была домашней хозяйкой. Родила 8 сыновей и 4 дочерей, из которых трое умерли в раннем возрасте.
Борис Павлович родился в Санкт-Петербурге в 1910 году, девятым ребёнком в семье. Отец, образование которого ограничивалось лишь четырьмя классами школы, сумел привить детям интерес к знаниям; все девять доживших до взрослого возраста детей получили высшее образование. В шесть лет Борис умел читать и писать, и осенью 1916 отец отдал его в частную начальную школу, в которой он проучился до конца 1917 года. В начале 1918 семья переехала на родину родителей, в деревню. В 1919 отец умер от сыпного тифа, мать вела хозяйство при помощи детей. Борис участвовал почти во всех сельскохозяйственных работах с десяти лет. Зимой 1920/21 жил и учился в Петрограде. С весны 1921 по лето 1922 учился в г. Галиче Костромской области сначала в школе 1-й ступени, а потом 2-й ступени. Осенью 1924 семья переехала в Ленинград.
В это время в Физико-техническом институте работал старший брат Бориса, Александр Павлович Константинов (1895—1937), позднее ставший одним из крупнейших радиотехников. Он был сотрудником лаборатории Л. С. Термена, занимаясь, в частности, созданием и внедрением системы охранной сигнализации банков и музеев. Свою трудовую деятельность Борис Павлович начал с 14 лет в качестве монтёра этой охранной системы. Одновременно он учился в Трудовой школе, которую окончил в 1926 году. Учился на физико-механическом факультете Ленинградского политехнического института (1926—1929). Был отчислен с четвёртого курса за непролетарское происхождение, но смог продолжить работу в науке благодаря ходатайству А. Ф. Иоффе).
Работал препаратором, лаборантом, старшим лаборантом (1927—1935) в Физико-техническом институте, затем (1935—1937) — в отделе акустики Ленинградского электрофизического института. В 1937—1940 заведовал лабораторией в Научно-исследовательском институте музыкальной промышленности. Занимался исследованиями в области акустики под руководством будущего академика Н. Н. Андреева. С 1940 — снова в ФТИ. В 1941 эвакуирован вместе с институтом в Казань, старший научный сотрудник (1941—1943). С конца 1930-х годов выполнял работы в области акустики для нужд противовоздушной обороны, продолженные в годы войны. По материалам этих работ защитил (1942) кандидатскую диссертацию. В 1943 защитил докторскую диссертацию «О гидродинамическом звукообразовании и распространении звука в ограниченной среде».
Заведующий лабораторией (1943—1957) ФТИ. Профессор, заведующий кафедрой физики в Ленинградском станкоинструментальном институте (1945—1947). Организовал кафедру экспериментальной ядерной физики в Ленинградском политехническом институте (1947) и заведовал ею до 1951. С 1950 — научный руководитель проблемы создания промышленного производства в СССР «нового продукта»: организовал и возглавил Лабораторию исследования физико-химических свойств изотопов, разрабатывавшую технологию получения сырья для термоядерной промышленности (дейтерида лития). Заведовал созданной им кафедрой физики изотопов ЛПИ (1951—1964). Директор (1957—1967) Физико-технического института имени А. Ф. Иоффе, заведующий астрофизическим отделом ФТИ (1963—1969).
Главный редактор «Журнала технической физики» с 1959. Вице-президент Академии наук СССР (1966—1969), в 1968 возглавил Комитет по ядерной физике АН СССР. Ректор ленинградского университета научных знаний, член редакционного совета Большой советской энциклопедии. Депутат Верховного Совета РСФСР 6—7 созывов (1963—1969).
Скончался 9 июля 1969 года. Похоронен на Богословском кладбище в Санкт-Петербурге. Надгробие (скульптор М. К. Аникушин) создано в 1970-е годы.
3 сыновей. Сын Владимир (1943—2008) — физик, работал в ФТИ в области оптоэлектроники и голографии.

## Научная деятельность
Работы посвящены акустике, физической химии, физике изотопов, физике плазмы и проблеме управляемого термоядерного синтеза, астрофизике, голографии. В ФТИ им. А. Ф. Иоффе основал астрофизическую лабораторию и филиал ядерной физики (впоследствии ПИЯФ).

### Труды
- Астрофизические явления и радиоуглерод / Б. П. Константинов, Г. Е. Кочаров. — Л., 1967.
- Гидродинамическое звукообразование и распространение звука в ограниченной среде. — Л.: Наука, 1974.

## Награды и звания
- член-корреспондент АН СССР — 1953
- 2 ордена Ленина — 1953, 1967
- Сталинская премия I степени — 1953, за выполнение важного задания Правительства
- Герой Социалистического Труда — 1954
- орден Трудового Красного Знамени — 1954
- Ленинская премия — 1958, за усовершенствование химической технологии
- действительный член АН СССР — 1960

## Адреса в Санкт-Петербурге
- 1927—1941, 1944—1969 — Политехническая улица, 26 / ул. Жака Дюкло, д. 5—7.

## Память
- На здании Физико-технического института им. А. Ф. Иоффе (Политехническая улица, 26) в 1975 году была установлена мемориальная доска (скульптор М. К. Аникушин, архитектор Ф. А. Гепнер) с текстом: «Здесь работал с 1927 по 1969 год выдающийся русский учёный Борис Павлович Константинов»[4].
- В 1975 перед зданием института им. Иоффе установлен памятник Б. П. Константинову.
- Его именем названа улица в Калининском районе Санкт-Петербурга (улица Академика Константинова ).
- Также именем учёного были названы Петербургский институт ядерной физики НИЦ «Курчатовский институт», Кирово-Чепецкий химический комбинат[5].
- 6 октября 2006 года в городе Кирово-Чепецке, к 60-летию градообразующего предприятия — Кирово-Чепецкого химического комбината, носящего имя Б. П. Константинова — был установлен и открыт памятный бюст.
- Научно-исследовательское судно «Академик Борис Константинов».
- Учреждена научная премия его имени[6].